# Liste der Biografien/Hams
Liste der Biografien |
Portal Biografien |
Personensuche
# |
A |
B |
C |
D |
E |
F |
G |
H |
I |
J |
K |
L |
M |
N |
O |
P |
Q |
R |
S |
T |
U |
V |
W |
X |
Y |
Z |
?
 
Ha |
Hd |
He |
Hi |
Hj |
Hk |
Hl |
Hm |
Hn |
Ho |
Hr |
Hs |
Ht |
Hu |
Hv |
Hw |
Hy
 
Haa |
Hab |
Hac |
Had |
Hae–Haf |
Hag |
Hah |
Hai |
Haj |
Hak |
Hal |
Ham |
Han |
Hao |
Hap |
Haq |
Har |
Has |
Hat |
Hau |
Hav |
Haw |
Hax |
Hay |
Haz
 
Hama |
Hamb |
Hamd |
Hame |
Hamf |
Hamh |
Hami |
Hamk |
Haml |
Hamm |
Hamn |
Hamo |
Hamp |
Hamr |
Hams |
Hamu |
Hamv |
Hamw |
Hamy |
Hamz
Die Liste der Biografien führt alle Personen auf, die in der deutschsprachigen Wikipedia einen Artikel haben. Dieses ist eine Teilliste mit 10 Einträgen von Personen, deren Namen mit den Buchstaben „Hams“ beginnt.

## Hams
- Hams, Iman Darweesh Al (1991–2004), palästinensisches Opfer im Nahostkonflikt

### Hamsa
- Hamsat Bek (1789–1834), zweiter Imam von Dagestan und Tschetschenien (1832–1834); kämpfte für die Freiheit Dagestans

### Hamse
- Hamsea, Christian Lucian (* 1962), deutscher Maler, Graphiker und Bildhauer

### Hamsh
- Hamsho, Mustafa (* 1953), syrischer Boxer

### Hamsi
- Hamšík, Marek (* 1987), slowakischer Fußballspieler

### Hamsj
- Hamsjin, Rusli (* 1938), indonesischer Radrennfahrer

### Hamso
- Hamson, Jennifer (* 1992), US-amerikanische Volleyball- und Basketballspielerin

### Hamsp
- Hamspohn, Johann (1840–1926), deutscher Unternehmer und Politiker (DHP), MdR

### Hamsu
- Hamsun, Knut (1859–1952), norwegischer SchriftstellerKnut Hamsun (1859–1952)

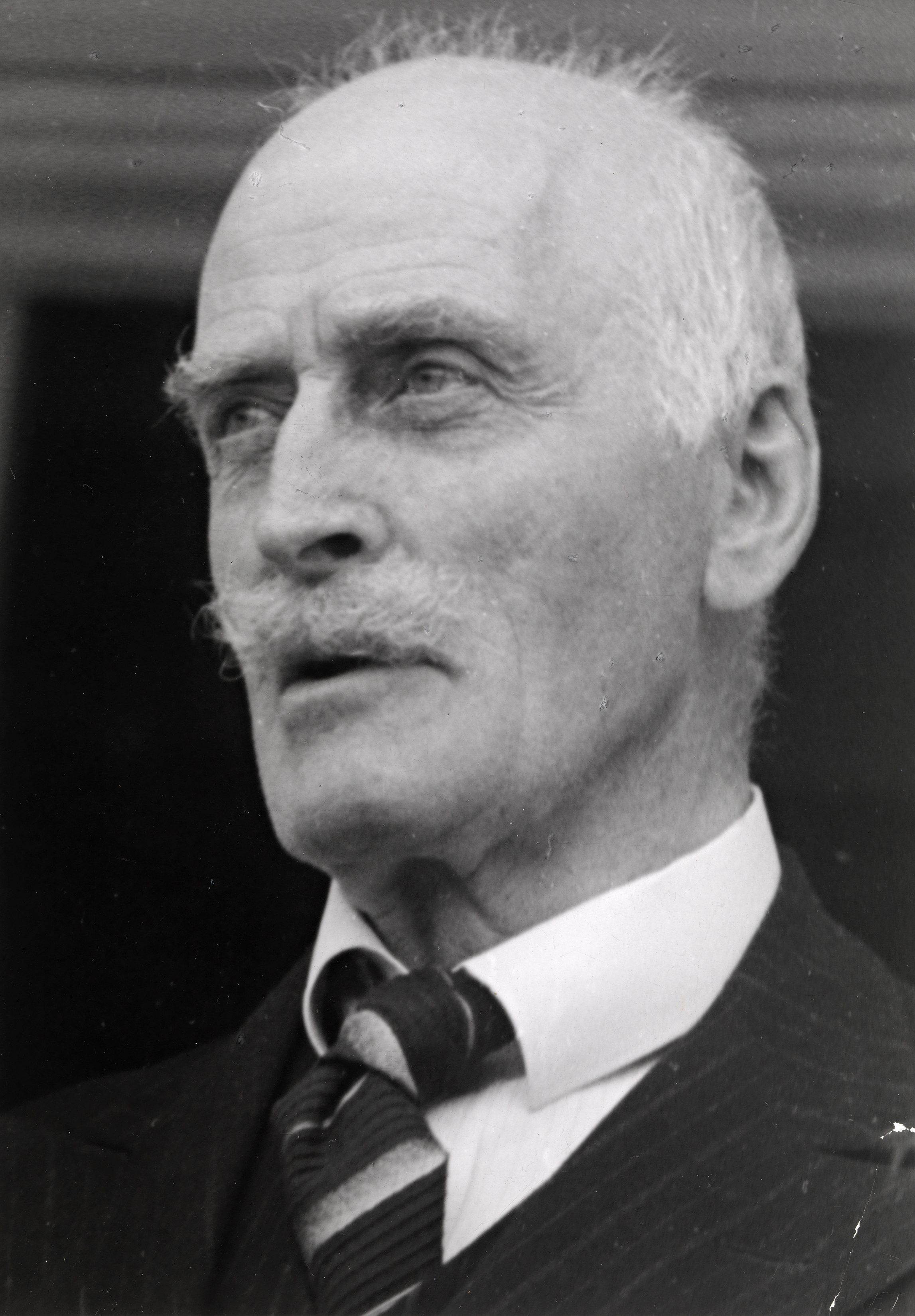
Knut Hamsun (1859–1952)

- Hamsun, Marie (1881–1969), norwegische Schauspielerin, Kinderbuchautorin